# Mount and Blade Warband
Mount and Blade Warband este un joc creat de TaleWorlds Entertainment lansat pe 30 martie 2010. Este un joc de acțiune, strategie și simulare a bătăliilor din epoca medievală. Poate fi jucat și singleplayer și multiplayer. Singleplayer poți juca in modul Custom Battle în care îți alegi personajul cu care vei lupta, unde să se desfășoară bătălia și câți oameni vor participa la aceasta. În modul story îți creezi propriul personaj si investesti puncte in mai multe abilitati care te vor ajuta mai tarziu și îți începi aventura într-o lume medievală în care trebuie să alegi ce vei face sau cu cine vei interacționa (exemple:regi, vasali, oameni de rând, țărani, domnițe). Sunt cinci popoare: Kingdom of Swadia, Kingdom of Vaegirs, Kingdom of Rhodoks, Sarranid Sultanate și Khergit Khanate, fiecare condusă de un rege. Poți achiziționa arme, armuri, cai, mâncare pentru oamenii tăi. Poți participa la turnee, poți intra în taverne pentru a angaja mercenari pentru armata ta, pentru a vinde prizonieri sau chiar pentru a cumpara carti care iti îmbunătățesc abilitățile. Poți să te căsătorești cu o domniță și multe alte lucruri.